# لوكاس دينييه
لوكاس دينييه (بالفرنسية: Lucas Digne)‏ (مواليد 20 يوليو 1993 في مو، فرنسا) هو لاعب كرة قدم فرنسي يلعب ظهيرًا أيسر لنادي أستون فيلا الإنجليزي و‌منتخب فرنسا.
وُلد في بلدة مو في فرنسا. وسبق له أن لعب مع أندية ليل وباريس سان جيرمان وروما وكما لعب مع المنتخب الفرنسي تحت 21 سنة وفاز معه بكأس العالم للشباب في سنة 2013.

## الأندية

### ليل
في 27 تموز 2010، وقعت دين كان أول عقد احتراف الموافقة على صفقة لمدة ثلاث سنوات مع ليل حتى يونيو عام 2013، على الرغم من ومددت في وقت لاحق إلى 2016 في يناير 2012.وقبل موسم 2011-12، جدير تمت ترقيته إلى فريق كبير ودائم المخصصة القميص رقم 3. هو جعل بدايته المهنية في 26 تشرين الأول عام 2011 في الفوز 3-1 على سيدان في كأس رابطة اندية المحترفين.

### باريس سان جيرمان
في 17 تموز عام 2013، وقع لوكاس عقدا مدته خمس سنوات مع باريس سان جيرمان، يُعتقد أن يكون سعر انتقاله حوالي 15 مليون يورو، انتقل في الموسم 2015-16 إلى نادي روما.

### برشلونة
في تموز 2016 وقع لوكاس مع نادي برشلونة عقد لخمسة سنوات قادما من باريس سان جيرمان مقابل 20.5 مليون يورو.

## شهادة دولية
مثل بلده فرنسا في منتخبات الشباب تحت 16 و تحت 17 وتحت 18 وتحت 20 و تحت 21 . في مارس 2014 استدعي إلى صفوف المنتخب الوطني من قبل مدير المنتخب الأول الفرنسي ديدييه ديشان لمباراة ودية ضد هولندا، ومثل كان ضمن التشكيلة المنتخب الفرنسي الأول في مونديال 2014 ويورو فرنسا 2016 حيث ربحوا الميدالية الفضية.

## إحصائياته
- برشلونة:

1. الدوري الإسباني:(مرة واحدة) 2017–18.
2. كأس ملك إسبانيا: (مرتين) 2016–17، 2017–18.

## روابط خارجية
- لوكاس دينييه على موقع الاتحاد الدولي (مؤرشف)  (الإنجليزية)
- لوكاس دينييه على موقع الاتحاد الأوربي (الإنجليزية)
- لوكاس دينييه على موقع رابطة كرة القدم الفرنسية للمحترفين (الإنجليزية)
- لوكاس دينييه على موقع إي إس بي إن إف سي (الإنجليزية)
- لوكاس دينييه على موقع قاعدة بيانات كرة القدم.إي يو (الإنجليزية)
- لوكاس دينييه على موقع ليكيب (الفرنسية)
- لوكاس دينييه على موقع ناشيونال فوتبول تيمز (الإنجليزية)
- لوكاس دينييه على موقع Soccerbase.com (لاعب) (الإنجليزية)
- لوكاس دينييه على موقع Soccerway.com (الإنجليزية)
- لوكاس دينييه على موقع عالم كرة القدم.نت (الإنجليزية)